# Rabnitz
La Rabnitz (en hongrois : Répce et Rábca) est une rivière autrichienne puis hongroise d'une longueur de 120 km qui est un affluent du Danube.